# Treffendel
Treffendel település Franciaországban, Ille-et-Vilaine megyében. Lakosainak száma 1327 fő (2022. január 1.). Treffendel Maxent, Monterfil, Plélan-le-Grand, Saint-Péran és Saint-Thurial községekkel határos.

## Népesség
A település népessége az elmúlt években az alábbi módon változott:
| Lakosok száma | 563  | 550  | 623  | 1206 | 1283 | 1265 | 1257 | 1307 | 1314 | 1327 |
|               | 1968 | 1982 | 1990 | 2006 | 2013 | 2015 | 2017 | 2019 | 2020 | 2022 |